# Azay-le-Brûlé
Pour les articles homonymes, voir Azay et Brûlé.
Azay-le-Brûlé est une commune du Centre-Ouest de la France située dans le département des Deux-Sèvres, en région Nouvelle-Aquitaine.

## Géographie

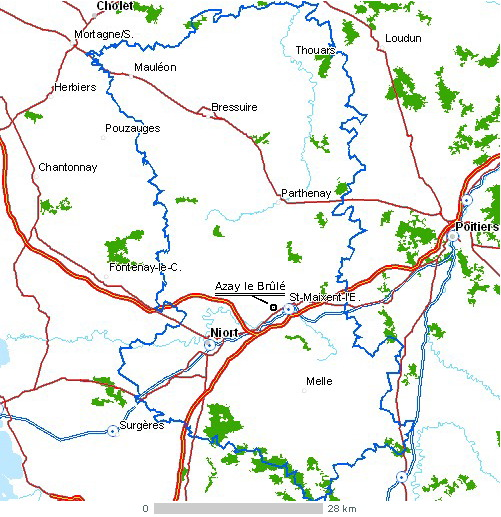
Azay-le-Brûlé dans les Deux-Sèvres.

La commune d'Azay-le-Brûlé se situe dans le bassin versant de la Sèvre Niortaise, rivière qui court au sud-est de son territoire et en marque la limite deux fois aux lieux-dits : Ricou et la Grotte. Parmi les cours d'eau qui parcourent la commune, le Chambon, ou ruisseau d'Augé, affluent de la Sèvre Niortaise, marque la limite de la commune au nord-est sur 2 km 500 puis coule vers le sud sur 3 km 900 avant de quitter le territoire de la commune. Son principal affluent est la Liguaire, ou ruisseau de Saivre, qui a un parcours nord-sud de 3 km 300 avant de rejoindre le Chambon près du hameau de Valette. La commune est constituée de deux plateaux : le plus grand à l'est est délimité par les vallées de la Sèvre Niortaise et de la Liguaire, et le plus petit à l'ouest se situe entre la Liguaire et le Chambon. De chaque côté de ces deux plateaux, des coteaux calcaires fertiles descendent vers les vallées formées par ces rivières.
La route départementale RD 611, ancienne route nationale RN 11, entre Niort et Poitiers, traverse en ligne droite l'est de la commune après avoir quitté La Crèche et aboutit à un rond-point juste avant l'entrée du bourg de Saint-Maixent-l'École. La route départementale RD 8 part de ce rond-point et traverse la commune d'est en ouest. Le bourg, avec son église, son cimetière et sa mairie, se situe à l'est de la commune, entre la RD 611 au sud et la RD 8 au nord. Le hameau de Jaunay se situe au sud de la RD 611 et au nord de la Sèvre Niortaise. Au centre de la commune se trouvent le village de Chamier, au sud, et le hameau du Puy Belin, au nord. Le village de Cerzeau se situe sur la RD 8, à l'ouest, et plus à l'ouest encore se situe celui de Fonvérine.
La commune d'Azay-le-Brûlé relève du canton de Saint-Maixent-l'École depuis 2015 (précédemment du canton de Saint-Maixent-l'École-1) et de la communauté de communes Haut Val de Sèvre depuis 2014 (précédemment de la communauté de communes du Val de Sèvre).
Pour des articles plus généraux, voir Climat de la Nouvelle-Aquitaine et Climat des Deux-Sèvres.
Historiquement, la commune est exposée à un climat océanique du nord-ouest.
En 2020, Météo-France publie une typologie des climats de la France métropolitaine dans laquelle la commune est exposée à un climat océanique et est dans la région climatique Poitou-Charentes, caractérisée par un bon ensoleillement, particulièrement en été et des vents modérés.
Pour la période 1971-2000, la température annuelle moyenne est de 11,8 °C, avec une amplitude thermique annuelle de 15,1 °C. Le cumul annuel moyen de précipitations est de 902 mm, avec 12,6 jours de précipitations en janvier et 7,4 jours en juillet. Pour la période 1991-2020, la température moyenne annuelle observée sur la station météorologique la plus proche, située sur la commune de Saint-Maixent-l'École à 3 km à vol d'oiseau, est de 13,4 °C et le cumul annuel moyen de précipitations est de 940,4 mm,. Pour l'avenir, les paramètres climatiques de la commune estimés pour 2050 selon différents scénarios d’émission de gaz à effet de serre sont consultables sur un site dédié publié par Météo-France en novembre 2022.

## Urbanisme

### Typologie
Au 1er janvier 2024, Azay-le-Brûlé est catégorisée commune rurale à habitat dispersé, selon la nouvelle grille communale de densité à sept niveaux définie par l'Insee en 2022.
Elle est située hors unité urbaine. Par ailleurs la commune fait partie de l'aire d'attraction de Niort, dont elle est une commune de la couronne,. Cette aire, qui regroupe 91 communes, est catégorisée dans les aires de 50 000 à moins de 200 000 habitants,.

### Occupation des sols
L'occupation des sols de la commune, telle qu'elle ressort de la base de données européenne d’occupation biophysique des sols Corine Land Cover (CLC), est marquée par l'importance des territoires agricoles (87,2 % en 2018), en diminution par rapport à 1990 (91,2 %). La répartition détaillée en 2018 est la suivante : 
terres arables (47,8 %), prairies (25,1 %), zones agricoles hétérogènes (14,3 %), zones urbanisées (7,2 %), forêts (3,7 %), zones industrielles ou commerciales et réseaux de communication (1,9 %). L'évolution de l’occupation des sols de la commune et de ses infrastructures peut être observée sur les différentes représentations cartographiques du territoire : la carte de Cassini (XVIIIe siècle), la carte d'état-major (1820-1866) et les cartes ou photos aériennes de l'IGN pour la période actuelle (1950 à aujourd'hui).

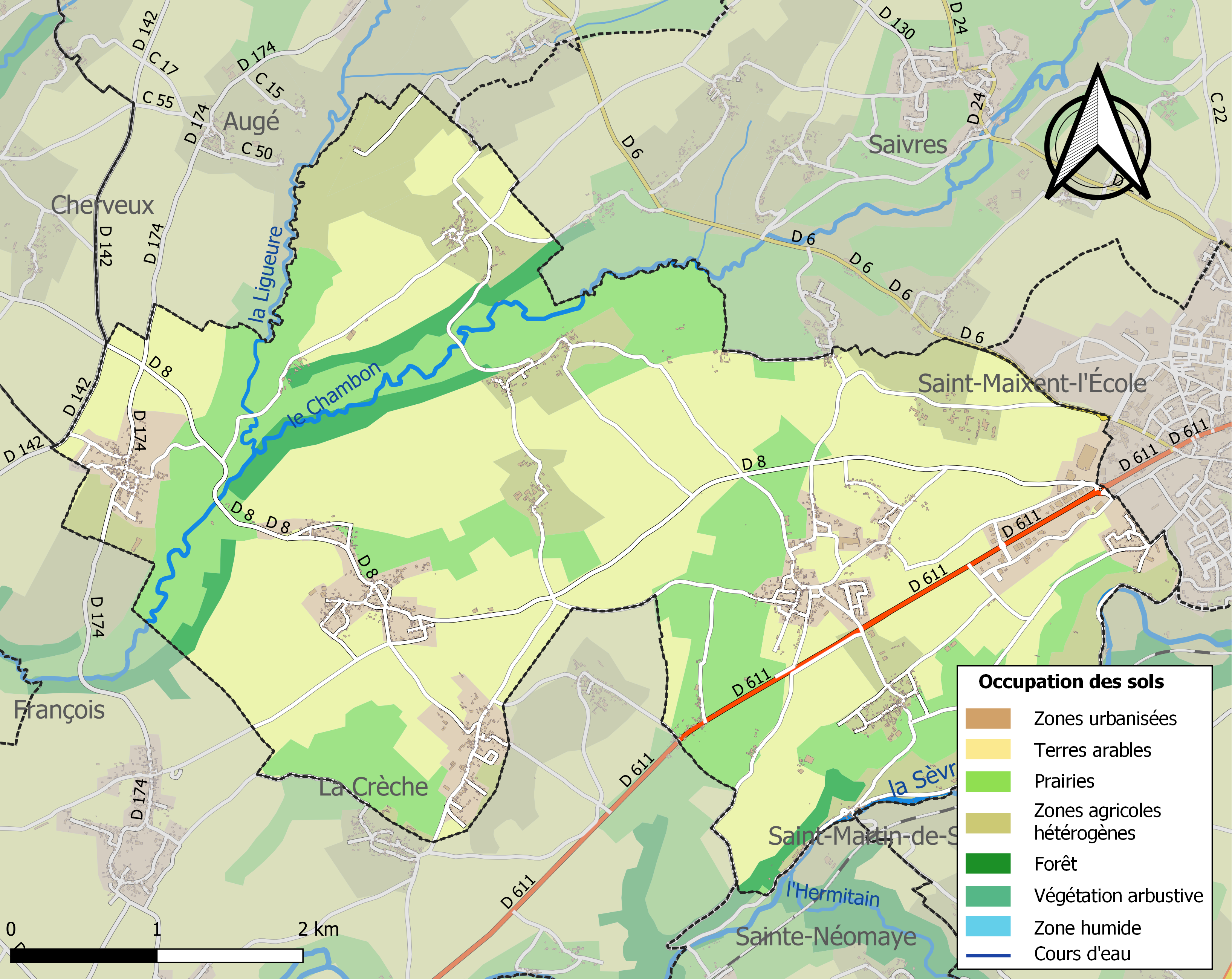
Carte des infrastructures et de l'occupation des sols de la commune en 2018 (CLC).

### Risques majeurs
Le territoire de la commune d'Azay-le-Brûlé est vulnérable à différents aléas naturels : météorologiques (tempête, orage, neige, grand froid, canicule ou sécheresse), inondations, mouvements de terrains et séisme (sismicité modérée). Il est également exposé à deux risques technologiques, le transport de matières dangereuses et la rupture d'un barrage, et à un risque particulier : le risque de radon. Un site publié par le BRGM permet d'évaluer simplement et rapidement les risques d'un bien localisé soit par son adresse soit par le numéro de sa parcelle.

#### Risques naturels
Certaines parties du territoire communal sont susceptibles d’être affectées par le risque d’inondation par débordement de cours d'eau, notamment la Sèvre Niortaise, le Chambon et la Ligueure. La commune a été reconnue en état de catastrophe naturelle au titre des dommages causés par les inondations et coulées de boue survenues en 1982, 1983, 1993, 1999, 2006 et 2010,. Le risque inondation est pris en compte dans l'aménagement du territoire de la commune par le biais du plan de prévention des risques inondation (PPRI) de la « Vallée de la Sèvre Niortaise amont », approuvé le 21 mars 2017, dont le périmètre regroupe 17 communes.

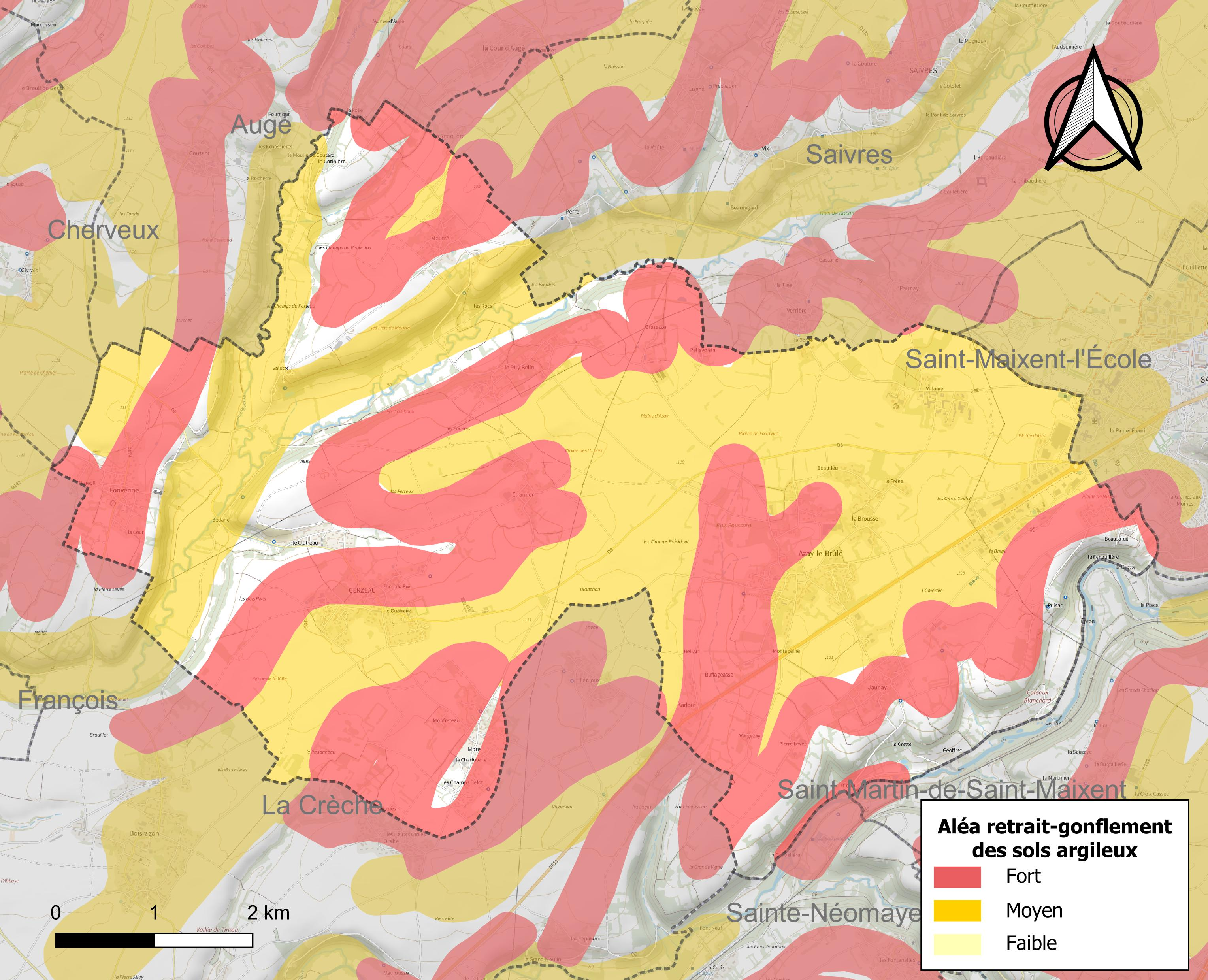
Carte des zones d'aléa retrait-gonflement des sols argileux d'Azay-le-Brûlé.

Les mouvements de terrains susceptibles de se produire sur la commune sont des mouvements de terrains, notamment des tassements différentiels. Le retrait-gonflement des sols argileux est susceptible d'engendrer des dommages importants aux bâtiments en cas d’alternance de périodes de sécheresse et de pluie. 86,7 % de la superficie communale est en aléa moyen ou fort (54,9 % au niveau départemental et 48,5 % au niveau national). Depuis le 1er octobre 2020, en application de la loi ELAN, différentes contraintes s'imposent aux vendeurs, maîtres d'ouvrages ou constructeurs de biens situés dans une zone classée en aléa moyen ou fort,.
La commune a été reconnue en état de catastrophe naturelle au titre des dommages causés par la sécheresse en 1989, 2003, 2005 et 2017 et par des mouvements de terrain en 1999 et 2010.

#### Risque technologique
La commune est en outre située en aval du barrage de la Touche Poupard, un ouvrage de classe A mis en service en 1995 sur le cours d’eau le Chambon, affluent de la Sèvre Niortaise. À ce titre elle est susceptible d’être touchée par l’onde de submersion consécutive à la rupture de cet ouvrage.

#### Risque particulier
Dans plusieurs parties du territoire national, le radon, accumulé dans certains logements ou autres locaux, peut constituer une source significative d’exposition de la population aux rayonnements ionisants. Selon la classification de 2018, la commune d'Azay-le-Brûlé est classée en zone 2, à savoir zone à potentiel radon faible mais sur lesquelles des facteurs géologiques particuliers peuvent faciliter le transfert du radon vers les bâtiments.

## Toponymie
Selon Ledain B. (1902), Dictionnaire topographique du département des Deux-Sèvres : comprenant les noms de lieux anciens et modernes, publié par Alfred Dupond, p. 12, la commune d'Azay-le-Brûlé porte successivement les noms suivant :  
Abziacum  in vicaria Afriacense in pago Pictavo, 948 (cartulaire de  Saint-Maixent 29).
Aziacus, vers 1045 (cartulaire de  Saint-Maixent 137).
Azai, 1106 (cartulaire de  Saint-Maixent 244).
Sanctus Bartholomeus d’Azay, 1110 (cartulaire de Saint-Maixent 257).
Asaicum, 1134-1164 (cartulaire de  Saint-Maixent 359).
Azayum, 1300 (grand-Gauthier).
Asay, 1688 (arch. D.-S. Il. 341).
Azay-les-Saint-Maixent (Pouillé de 1782).

## Histoire
L’église Saint Barthélémy d’Azay est rattachée à l’abbaye de Saint-Maixent dès 1071.

Sur l'Atlas de Trudaine, établi au milieu du XVIIIe siècle, le nom est orthographié Azais. http://www.culture.gouv.fr/Wave/image/archim/trudaine/frdafanchat_8494p032r01-p.jpg

## Politique et administration

### Liste des maires
| Période                                  | Période      | Identité             | Étiquette  | Qualité                                       |
| ---------------------------------------- | ------------ | -------------------- | ---------- | --------------------------------------------- |
| Les données manquantes sont à compléter. |              |                      |            |                                               |
| janvier 1882                             | janvier 1922 | Victor Bonnet        |            | Conseiller général                            |
|                                          |              |                      |            |                                               |
|                                          | mars 1989    | René Chantecaille    | PS         |                                               |
| mars 1989                                | 2020         | Jean-Luc Drapeau     | PS         | Conseiller général, suppléant du député       |
| 2020                                     | En cours     | Jean-François Renoux | Écologiste | Postier, conseiller départemental depuis 2021 |

### Politique environnementale
Dans son palmarès 2024, le Conseil national de villes et villages fleuris de France a attribué deux fleurs à la commune.

## Population et société

### Démographie
L'évolution du nombre d'habitants est connue à travers les recensements de la population effectués dans la commune depuis 1793. Pour les communes de moins de 10 000 habitants, une enquête de recensement portant sur toute la population est réalisée tous les cinq ans, les populations de référence des années intermédiaires étant quant à elles estimées par interpolation ou extrapolation. Pour la commune, le premier recensement exhaustif entrant dans le cadre du nouveau dispositif a été réalisé en 2007.

En 2022, la commune comptait 1 952 habitants, en évolution de +1,35 % par rapport à 2016 (Deux-Sèvres : +0,18 %, France hors Mayotte : +2,11 %).
| 1793  | 1800  | 1806  | 1821  | 1831  | 1836  | 1841  | 1846  | 1851  |
| ----- | ----- | ----- | ----- | ----- | ----- | ----- | ----- | ----- |
| 1 479 | 1 510 | 1 603 | 1 765 | 1 846 | 1 841 | 1 906 | 2 000 | 1 988 |

| 1856  | 1861  | 1866  | 1872  | 1876  | 1881  | 1886  | 1891  | 1896  |
| ----- | ----- | ----- | ----- | ----- | ----- | ----- | ----- | ----- |
| 1 961 | 1 952 | 1 970 | 1 822 | 1 776 | 1 827 | 1 843 | 1 737 | 1 684 |

| 1901  | 1906  | 1911  | 1921  | 1926  | 1931  | 1936  | 1946  | 1954  |
| ----- | ----- | ----- | ----- | ----- | ----- | ----- | ----- | ----- |
| 1 584 | 1 563 | 1 548 | 1 386 | 1 293 | 1 257 | 1 192 | 1 193 | 1 228 |

| 1962  | 1968  | 1975  | 1982  | 1990  | 1999  | 2006  | 2007  | 2012  |
| ----- | ----- | ----- | ----- | ----- | ----- | ----- | ----- | ----- |
| 1 202 | 1 162 | 1 003 | 1 187 | 1 399 | 1 445 | 1 672 | 1 700 | 1 852 |

| 2017  | 2022  | - | - | - | - | - | - | - |
| ----- | ----- | - | - | - | - | - | - | - |
| 1 951 | 1 952 | - | - | - | - | - | - | - |

## Culture locale et patrimoine

### Lieux et monuments
• Église priorale Saint-Barthélemy, édifiée au XIIe siècle. Relevant de l'abbaye de Saint-Maixent, elle est attestée par une bulle du pape Pascal II en 1110. L'édifice est classé à l'inventaire supplémentaire des Monuments Historiques depuis 1993. Il connaît d'importants remaniements au XIIIe siècle, et surtout au XIXe.

### Patrimoine culturel
Un pont en pierre d'environ 30 mètres de long et 5 mètres de large franchit sur trois arches romanes le Chambon en amont de sa confluence avec la Liguaire au lieu-dit Valette. Il s'agit d'une construction par les Compagnons du tour de France inaugurée en 1993 par Jean-Luc Drapeau et Ségolène Royal, le maire et la députée de l’époque. Il se situe à l'emplacement d'un gué, sur le chemin Chevaleret, qui suit le parcours d'une ancienne voie romaine qui reliait Poitiers à l'océan Atlantique, d'où son appellation de « pont romain ».

### Personnalités liées à la commune
- Ezilda Barreau (1893-1944), née à Cerzeau, Azay-le-Brûlé, ouvrière ; résistante dans les Francs-tireurs et partisans français (FTPF), morte sous la torture le 1er juin 1944 à la prison de la Pierre Levée à Poitiers[33].
- Michelle Clément-Mainard (1925-2015), romancière, née à Azay-le-Brûlé.
- Monique Berlioux (1923-2015), championne de natation, dirigeante d'instances internationales sportives, Directrice générale du Comité International Olympique, est décédée à Azay-le-Brûlé.